# 아그리한섬

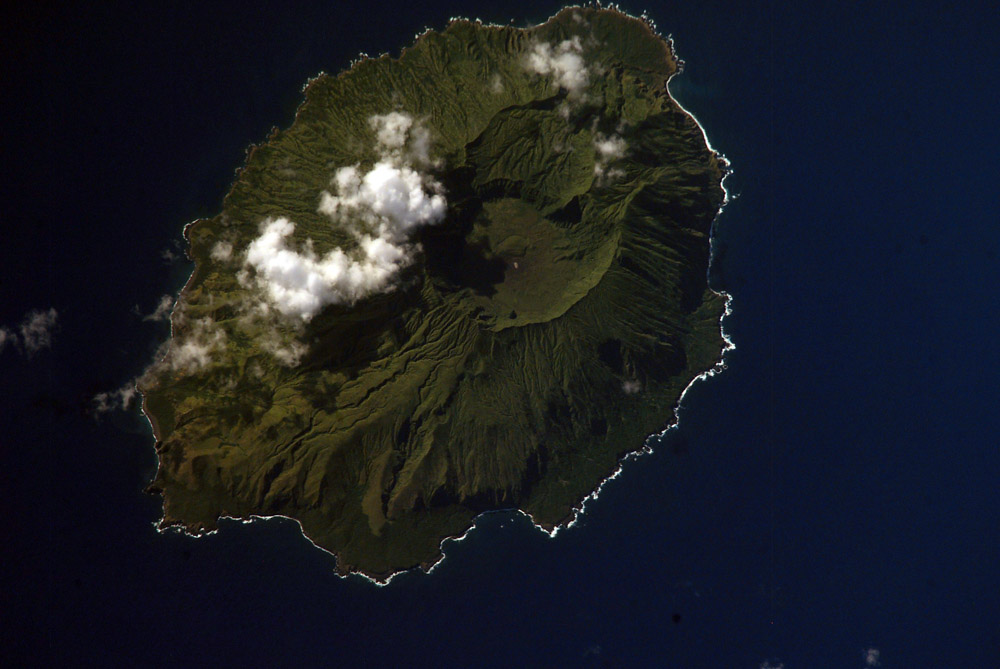
NASA가 촬영한 아그리한 섬 위성사진

아그리한섬(Agrihan)은 태평양 북마리아나 제도에 있는 화산섬으로, 면적은 47km2, 높이는 965m이다.
1980년 기준으로 아그리한섬의 인구는 56명이었다.